# Marche mondiale pour le cannabis
Vous pouvez aider à l'améliorer ou bien discuter des problèmes sur sa page de discussion.
- Il adopte un point de vue régional ou culturel particulier et nécessite une internationalisation. (Marqué depuis mars 2013)
- Il n’est pas rédigé dans un style encyclopédique. (Marqué depuis octobre 2017)

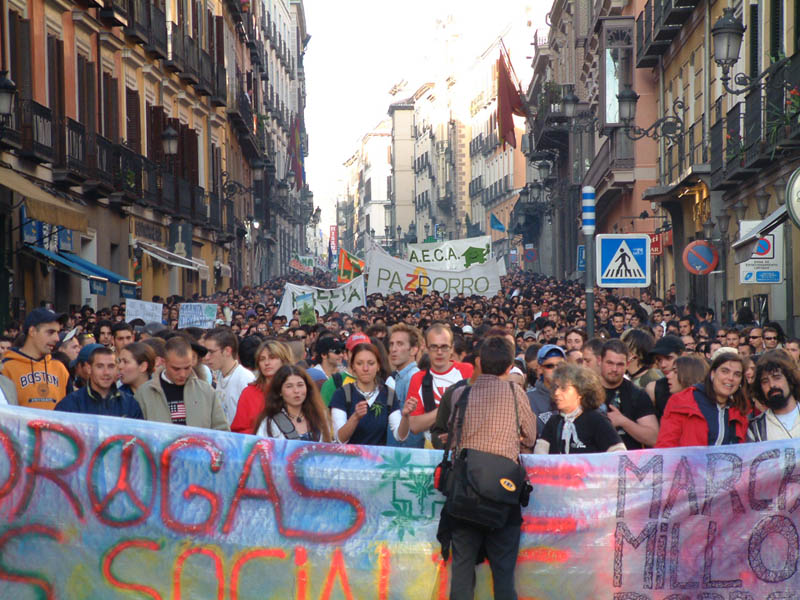
Marche à Madrid en 2004.

La Marche Mondiale pour le Cannabis ou Marche Mondiale du Cannabis (initialement Million Marijuana March ou Global Cannabis March) est un évènement international ayant lieu tous les ans depuis 1999, dans plus de 700 villes et 65 nations. Elle a lieu généralement le premier samedi du mois de mai.

## Histoire

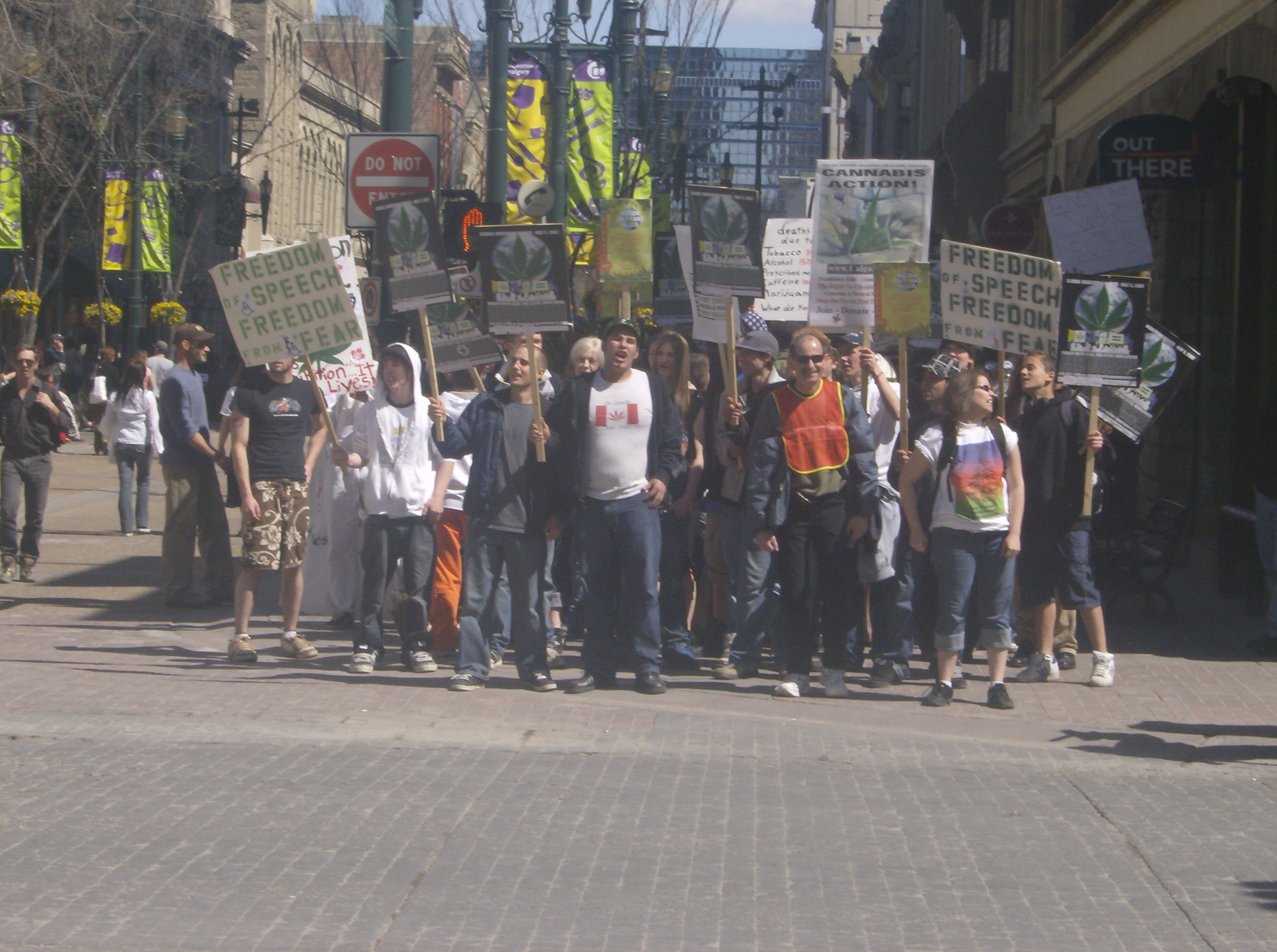
Marche à Calgary en 2007.

Le XXe siècle a amené une uniformisation des politiques relatives aux stupéfiants et notamment au cannabis. Par exemple, la Convention unique sur les stupéfiants de 1961.
Cet évènement s'est donc esquissé comme une réponse globale aux politiques en défaveur du cannabis, sous la forme d'une journée internationale de convergence des luttes cannabiques.
La première marche a eu lieu en 1999 sous le nom de Million Marijuana March (MMM)

## Nations participantes
Dorénavant, cette manifestation a lieu dans au moins 65 pays, dont :
- Afrique du Sud
- Allemagne
- Angola
- Argentine
- Australie
- Autriche
- Belgique
- Bermudes
- Biélorussie
- Brésil
- Bulgarie
- Cambodge
- Canada
- Cap-Vert
- Chili
- Colombie
- Costa Rica
- Croatie
- Chypre
- Danemark
- Équateur
- Espagne
- États-Unis
- Finlande
- France
- Grèce
- Guyane
- Hongrie
- Indonésie
- Irlande
- Israël
- Islande
- Italie
- Jamaïque
- Japon
- Lituanie
- Luxembourg
- Malaisie
- Malte
- Mexique
- Moldavie
- Népal
- Norvège
- Nouvelle-Zélande
- Pays-Bas
- Pérou
- Philippines
- Pologne
- Porto Rico
- Portugal
- République tchèque
- Roumanie
- Russie
- Serbie
- Slovaquie
- Slovénie
- Royaume-Uni
- Suède
- Suisse
- Trinité-et-Tobago
- Turquie
- Ukraine
- Uruguay
- Venezuela
- Viêt Nam

## En France

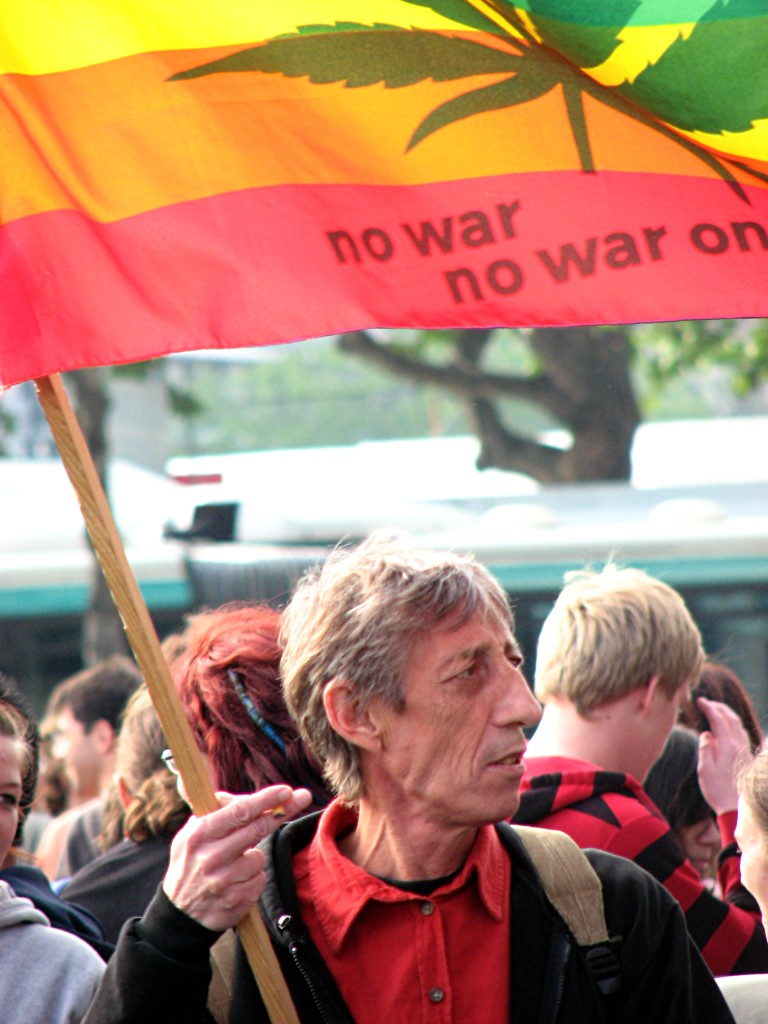
L'activiste pro-cannabis français Jean-Pierre Galland lors de la marche en 2007.

En France, la première marche a eu lieu en 2001 à l'initiative du CAHO-MMC (Comité Ad'Hoc pour l'Organisation de la Marche Mondiale du Cannabis) réunissant plusieurs entités morales telles des organisations politiques (Les Verts, la LCR (devenue depuis NPA), le MJS et les JRG), des associations (CAM-RD, Act Up Paris, AIDES, ASUD, etc.) et même des acteurs économiques ou culturels (les éditions du Lézard, L'Esprit frappeur, Chanvre et Cie, Natural Mystic). En 2009, la MMC est le point de départ de la campagne pour les élections européennes de Cannabis Sans Frontières. Le mouvement s'est élargi depuis. Cette manifestation est un événement important, tant il est rare de revendiquer publiquement la réforme de la loi du 31 décembre 1970 pour un changement de politique du cannabis en France, avec la campagne internationale Support. Don't Punish. (Soutenez. Ne punissez pas.) le 26 juin à l'occasion de la journée de l'ONU contre la drogue et le crime et l'Appel du 18 joint organisé par le CIRC.

### Villes

#### 2010
En 2010, la marche a eu lieu à Paris et Lyon.

#### 2011
En 2011, la marche a eu lieu à Paris, Lyon, Toulouse, Marseille, Guadeloupe, La Réunion, Aurillac, Cognac, Nantes et Strasbourg

#### 2012
En 2012, on comptait 600 participants de la place de la Bastille jusqu’à la bibliothèque François Mitterrand, à Paris, et une bonne affluence à Lyon, Toulouse, Lille, Nice, Tours, à La Réunion, et près de 300 participants au "pique-nique cannabique" sur la place des quinconces à Bordeaux.

#### 2013
Paris, Lyon, Toulouse, et Rennes ont participé en 2013.

#### 2014
Regain d'intérêt en 2014, avec des cortèges à Paris Bastille, Lyon (place Carnot), Marseille (Kiosque des réformés), Toulouse (de la place Wilson à la Prairie des Filtres), Lille au parc Henri Matisse, Tours (place du Maréchal Leclerc), sur l'Île de la Réunion (à Saint-Joseph, lieu-dit la "Tissage", pour une journée complète d'activités), en Martinique (stand d'informations au marché Rasta annuel de Saint-Pierre), Bayonne (plage des Cavaliers d'Anglet), Metz (Plan d'eau), Rennes (place de la mairie), Nice (place Masséna) et Montpellier (place de la Comédie).

#### 2015
De même, en 2015 ont lieu de nombreux cortèges :
- à Paris le 1er mai, place Voltaire ainsi que le 9 mai, départ 14h place de la Bastille,
- à Lyon le 2 mai, place Carnot,
- à Marseille le 1er mai à la Jetée, suivie d'une journée culturelle puis d'une manifestation le 2 mai au vieux port,
- à Toulouse le 1er mai dans le cortège de la fête des travailleurs et 2 mai à la Prairie des Filtres,
- à Poitiers le 2 mai place de l'Hôtel de Ville,
- à Bayonne le 2 mai plage des Sables d'Or d'Anglet,
- à Rennes le 2 mai, place de la mairie,
- à Nice le même jour, place Garibaldi.

#### 2016
En 2016, l'appel à la mobilisation est le suivant :
- Paris, le samedi 14 mai à 14h, départ du cortège place de la Bastille,
- Lyon, le 7 mai à 15h,
- Marseille, le 7 mai,
- Strasbourg, le 7 mai,
- Poitiers, le 7 mai à 14h place du Maréchal Leclerc,
- Chartres, le 7 mai à 14h devant la préfecture.

La marche sera l'occasion de faire le point sur la Session extraordinaire de l'Assemblée Générale des Nations unies sur les questions de drogues, qui se tiendra juste avant, les 19, 20 et 21 avril à New-York.

#### 2017
- Le samedi 29 avril à partir de 14h à Paris. Pour la première fois, les sites Newsweed et Weedmaps ont participé à l'événement, déplaçant pour l'occasion des artistes comme DJ Weedim, Biffty ou Marlo Flexxx.
- Le samedi 13 mai dans plusieurs villes en région, dont Saint-Flour dans le Cantal pour sa première édition .

#### 2018
- Le samedi 12 mai à Paris. Pour l'occasion, la Marche Mondiale du Cannabis s'est renommée Cannaparade[8]
- Le samedi 5 mai à Nantes, Poitiers et Lyon

#### 2021
En 2021 des rassemblements ont eu lieu le 22 mai à Grenoble et le 29 mai à Paris.

### Revendications
Voici les revendications formulées en 2011 par le comité ad hoc pour l'organisation de la marche mondiale en France :
- La réforme de la politique française en matière de cannabis et l’ouverture d’un débat public sur la loi du 31 décembre 1970
- Une régulation de la production, de la distribution et de la consommation de cannabis protégeant aussi bien le consommateur que l’ensemble de la société
- La dépénalisation de la consommation, de la possession et de l’autoproduction pour usage personnel
- La prescription de cannabis dans un cadre thérapeutique
- Une prévention pragmatique et ciblée en direction des mineurs et des usagers en difficulté
- Une information cohérente et objective sur les effets et les pratiques de consommation réduisant les risques
- La possibilité pour les usagers de se regrouper et d’organiser des filières courtes de production, de distribution, ainsi que l’usage social dans des lieux adéquats

Liste des signataires des revendications ci-dessus et de l'appel à la manifestation pour la marche mondiale du cannabis :
Cannabis sans frontières, NORML France, ENCOD, ASUD, Act-Up, AFR, AIDES,Collectif d'information et de recherche cannabique, la Ligue des droits de l'homme, Cercle Anonyme de Cohésion, Collectif Principes Actifs, Jeunes Écologistes, Mouvement des jeunes socialistes, Techno+, Mouvement des libéraux de gauche, Nouveau Parti anticapitaliste.
Reformulées en 2015, les nouvelles revendications sont les suivantes :
- Dépénalisation de la consommation, de la possession et de l’auto-production pour usage personnel ;
- Ouverture d’un grand débat national sur les modalités de réforme de la loi du 31 décembre 1970, pour réformer les politiques publiques en vue de protéger aussi bien le consommateur que l’ensemble de la société ;
- Ouverture de la prescription des formes phyto-thérapeutiques du cannabis pour les usages médicaux ;
- Développement d’une information et d’une prévention scientifique, cohérente et objective sur les effets du cannabis et sur les pratiques de consommation réduisant les risques, en particulier en direction des mineurs et des usagers en difficulté ;
- Expérimentation du modèle des Cannabis Social Clubs permettant aux usagers de se regrouper en des filières courtes et non-lucratives de production, de distribution, permettant la création d’emploi éthiques et solidaires, ainsi que l’usage social dans des lieux adéquats.

Les signataires de cet appel sont Cannabis sans frontières, NORML France, ENCOD, ASUD, AIDES, la Ligue des droits de l'homme, le CIRC Lyon et Techno+.